# Максимилијан Шел
Максимилијан Шел био је аустријско-швајцарски глумац рођен 8. децембра 1930. године у Бечу (Аустрија), а преминуо 1. фебруара 2014. године у Инзбруку (Аустрија).
Године 1962. освојио је награде Оскар и Златни глобус за најбољу главну улогу у филму Нирнбершки процес. Номинован је за Оскара за још две улоге остварене у филмовима Човек у стакленој кабини (1975) и Џулија (1977). За улогу Владимира Лењина у ТВ серији Стаљин добио је награду Златни глобус 1993. Запажене улоге је остварио у филмовима Млади лавови (1958), Топкапи (1964), Симон Боливар (1969), Сарајевски атентат (1975), Недостижни мост (1977), Дубоки удар (1998).
Бавио се и продукцијом документарних филмова као што су Марлен (1984) о филмској звезди Марлен Дитрих и Моја сестра Марија (2002) о својој сестри, познатој глумици Марији Шел. Био је два пута у браку и имао је једну кћерку.

## Ране године
Рођен је у Бечу и потиче из угледне римокатоличке породице. Његова мајка је била глумица, а његов отац драмски писац и власник апотеке. Године 1938. цела породица бежи због Аншлуса и настањује се у Швицарској, где је Макс похађао школе у Базелу и Цириху, студирајући на универзитетима у тим градовима, а касније у Минхену. Служио је швајцарску војску и тада, у узрасту од 22 године, започео је професионалну глумачку каријеру; свој први наступ имао је када му је било три године у једној од представа свог оца. Када је имао 11 година, он се појавио у професионалној продукцији „Вилијама Тела” и исте године је написао позоришни комад у продукцији његове школе.
У Цириху, Шел је „одрастао читајући класике“, а када је имао десет година, написао је своју прву драму. Шел се присећа да је као дете, одрастајући окружен позориштем, узимао глуму здраво за готово и првобитно није желео да постане глумац: „Оно што сам желео да постанем је сликар, музичар или драмски писац“, попут његовог отац.
Шел је касније годину дана похађао Универзитет у Цириху, где је такође играо фудбал и био у веслачком тиму, заједно са писањем за новине као хонорарни новинар за зараду. По окончању Другог светског рата он се преселио у Немачку где је уписао Универзитет у Минхену и студирао филозофију и историју уметности. У паузама се понекад враћао кући у Цирих или одседао на породичној фарми на селу како би да пише без ометања:
Мој отац и стриц тамо лове јелене, али ја не волим да их ловим. Волим да шетам шумом сам. Године 1948. и 1949, када сам написао део свог првог романа, који нисам никад никоме показао, изоловао сам се током три месеца у једној од ловачких кабина, без телефона, без струје, са топлотом само из великог отвореног камина.
Шел се затим вратио у Цирих, где је годину дана служио у Швајцарској војсци, након чега је поново ступио на Универзитет у Цириху још годину дана, а касније на Универзитет у Базелу на шест месеци. Током тог периода професионално је глумио у малим комадима, како у класичним, тако и у модерним представама, и одлучио је да ће од тада свој живот посветити глуми, а не академским студијама:
Тада сам одлучио, или сте научник или уметник. ... За мене је то много важније ... да се дивим и осећам и а будем подстакнут и надахнут ... Уметност излази из хаоса, а не из механичког анализирања. Дакле, чим сам се одлучио, више није било смисла да наставим да студирам и да добијам диплому. То је попут награде; не значи ништа само по себи. ... Универзитетска диплома је само наслов. Ја не мислим да уметник треба да има титулу. Било је време да се концентришем на глуму.
Шел је почео да глуми у Базелском позоришту.
Шелова покојна старија сестра, Марија Шел, такође је била глумица, као и њихова друга два сродника, Карл (1927–2019) и Имакулата „Ими“ Шел (1935–1992).

## Филмска каријера
Са својом мрачном фигуром, заповедничким понашањем и гласом, он је у почетку радио у позоришту, али након пар мањих наступа на филму добива важнију споредну улогу у филму . Филм је привукао пажњу међународне јавности, делом због свог режисера, Ласла Бенедека, чији је филм The Wild One, са Марлоном Брандом у главној улози, изазвао велике контроверзе, углавном због свог антиратног става. Овај филм заједно са филмом Девојка из Фландрије (1956), у режији либералног немачког режисера Хелмута Којтнера, и веће улоге у неким слабијим филмовима, довеле су Шела да добије улогу, уз Розмари Харис, у филму New York in Interlock (1958).
Исте године је играо капетана немачке војске у филму Едварда Дмитрика The Young Lions, насупрот Бранда. Он је такође преузео улогу Дартањана у ТВ верзији Три мускетара.
Он се вратио у Немачку да игра Хамлета у филму из 1960. године, затим се придружује чувеном Суђењу у Нирнбергу, као бранилац Ханс Ролфе. Иако су Спенсер Трејси и Берт Ланкастер имали одличне наступе међу осталима, Шел је награђен наградом Оскар за најбољег глумца на церемонији из 1961. године, као и наградом филмских критичара Њујорка. Шел је први пут играо Ролфа у телевизијској серији из 1959. године Playhouse 90..
Сада већ међународна звезда, у току следећих неколико година нашао се растрган између сукобљених избора каријере. Он прихвата, често из комерцијалних разлога, биоскопске промашаје као што су Кракатоа, источно од Јаве (1969), Играчи (1979) и Асиси подземље (1985). Период непосредно након освајања Оскара је био најтежи за њега. Након филма The Reluctant Saint (1962) снимљеног у Италији, исте године он је преузео улогу ментора у екранизираној верзији Five Finger Exercise. Показао се промашеном американизација искључиво енглеског позоришног комада аутора Петера Шафера. Затим следи збуњена верзија Жан-Пол Сартровог дела The Condemned of Altona, с тмурном режијом Виториа де Сикае.
Као спас му долази улога у филму Топкапи, који се показао као велики хит - за разлику од бизарног Повратка из пепела (1965) у којем је играо шаховског мајстора са нагонима убице. Преузео је главну улогу у филму Simón Bolívar (1969), те је постао још један нациста у слабом Kontrapunktu (1967), где је био задужен за концентрациони логор у којем је смештен симфонијски оркестар којим диригује Чарлтон Хестон. Ови и други филмови помогли су му да плати трошкове властите продукције Франз Кафкиног The Castle (1968), у којем је глумио као К. Са приближавањем 40-им, постаје нестрпљив да режира филмове, а не да само глуми у њима.
Током 1960-их режирао је опере, укључујући Травијату, и позоришне представе као што су Хамлет, и Пигмилиона. Године 1969. дошао је у Велику Британију да ради за Петера Хола у Народном позоришту, и режира Приче из Бечке шуме. Много година касније адаптирао је и продуковао ово дело за филм. До 1970. он је осећао, према његовим речима, да је успео „да почне изнова” након Оскара и режирао је Прву љубав, која је била прилагођена из приче Тургењева. Он је такође глумио у филму као отац. Филм је био приказан на Националном филмском театру и сам Шел је импресионирао током предавања и расправе, откривајући своју интелигенцију и шарм; али упркос добрим рецензијама и великој награди на филмском фестивалу у Сан Себастијану имао је само ограничено издање.
Он је касније режирао Пешака, по његовом изворном сценарију о богатом индустријалцу раскринканом као нацистички официр одговоран за ратне злочине. Следеће године наступа са својом сестром Маријом у филму The Odessa File, где поново игра заповедника концентрацијског логора. Имао је значајнију улогу у филму Човек у стакленој кабини, портретирајући богатог Њујорчанина који је отет и одведен у Израел на суђење као ратни злочинац. Тиме је стекао номинацију за Оскара, као и његова улога у Џулији, у режији Фреда Зинемана. Чудновато, између та два престижна филма преузео је слабу улогу у Чарлс Бронсоновом филму, Ст. Ивес (1976). Али убрзо се откупљује са својом улогом као капетан војске у Сем Пекинповом филму Жељезни крст који је био посебно насилан. Он је у служби опет, овај пут као генерал-пуковник, у епском филму Недостижни мост Ричарда Атенбора, успевајући да се истакне упркос томе што је био окружен славним глумцима.
Током следећих неколико деценија, радио је у Европи живећи у Минхену и Швајцарској, као и у Америци, где се појавио као отац у Дизнијевој авантури, Црна рупа (1979), затим телевизијској преради Дневника Ане Франк, и бледој верзији Фантома из опере (1983). Следеће године режира биографски филм Марлене. У последњем тренутку његова звезда одбија сарадњу. Упорни Шел реконструира њен париски стан као сабласну позадину за његове разговоре с њом. Филм је био добро примљен на филмском фестивалу у Берлину, али се показао превише езотеричним за комерцијално тржиште. Његов амерички телевизијски филм Свеће у тами (1993) био је друкчији. У овом породично оријентисаном филму, појављује се његова супруга, Наталија Андрејченко, руска глумица коју је оженио 1985. Пар се такође појавио заједно у мини серији Петар Велики (1986), за који је Шел добио пуно признање за своје извођење у главној улози, те у Малој Одеси (1994), у којем је играо отуђеног оца совјетског гангстера Тима Рота.
Током 90-их година имао је пуно филмских улога, укључујући камео насупрот Бранда у филму The Freshman и улогу Лењина у телевизијској драми Стаљин, која му је донела Златни глобус за најбољег споредног глумца. Затим долазе хорор филмови. Године 1998, у библијском Осамнаестом анђелу био је зли свештеник, док је у Вампирима био унапређен у кардинала. Био је члан цркве опет у телевизијској обради Јованке Орлеанске (1999). Међу многим другим европским остварењима, били су филм с тематиком Другог светског рата Left Luggage (1998) и На крилима љубави (1999). Неуспешни филм Deep Impact (1998) ујединио га је с редовним глумачким партнером, Ванесом Редгрејв.
Године 2000, он је био један од неколико глумаца филма Фестивал у Кану, што је портрет необичног аспекта света филма, сниман на оригиналним локацијама од стране Хенрија Џаглома. Касније те године присуствовао је филмском фестивалу Балтички бисер у Латвији, где је примио награду глумца миленијума; за време фестивала позлило му је због акутног панкреатитиса. Иако је умањио свој рад на снимању и режирању он је наставио са стваралаштвом, највише на телевизији. Он се појавио у Бестселеру (2002), аустро-немачкој копродукцији, те у Сва срећа на свету (2003); у серији Дивови (2007) он је узео улогу Алберта Ајнштајна, а између 2003. и 2007. године он се појавио у 34 епизоде телевизијске серије Der Fürst und das Mädchen.
Следећи свој неуморни међународни стил глумио је у филму Од обале до обале (2003), у адаптацији Фредерика Рафаела по свом сопственом роману и у режији Пола Мазурског. Три године касније у филму The Shell Seekers, сниманом у Корнволу и у режији Пиерса Хагарда, он се поново уједињује са Редгрејв. У САЂу се појавио у комедији Браћа Блум (2008), у Шпанији у трилеру Црно цвеће (2009) те у Чешкој у незапаженом хорор филму Тама.
Он и Андрејченко су се развели 2005. Био је у браку са оперском певачицом Ивом Михановић, немачко-хрватског порекла. Иза њега је остала његова кћер из првог брака Настасја.

## Филмографија
| Улоге Максимилијана Шела |                    |               |       |          |
| Година                   | Српски назив       | Изворни назив | Улога | Напомена |
| 1958.                    | Млади лавови       |               |       |          |
| 1961.                    | Нирнбершки процес  |               |       |          |
| 1975.                    | Сарајевски атентат |               |       |          |
| 1977.                    | Недостижни мост    |               |       |          |
| 1998.                    | Дубоки удар        |               |       |          |
| 1998.                    | Вампири            |               |       |          |